# 卓尼乡
卓尼乡，是中华人民共和国西藏自治区那曲市尼玛县下辖的一个乡镇级行政单位。

## 行政区划
卓尼乡下辖以下地区：
松多村、格玛村、来差村、卡果村、赛那村和果迁村。